# 숙흘종
김숙흘종(金肅訖宗, 생년 미상)은 신라의 왕자이다. 지증마립간의 손자이며, 어머니 지소태후는 법흥왕의 딸이다.

## 생애
김숙흘종은 입종 갈문왕과 지소부인의 아들로, 그의 형 삼맥종은 큰아버지이자 외할아버지가 되는 법흥왕의 뒤를 이어 진흥왕으로 즉위했다. 김유신의 외할아버지이자 태종 무열왕의 종증조부이기도 하다. 부인은 여동생인 만호부인이다. 즉, 남매간의 혼인인 셈이다.
한편 학계에서 위서 논쟁이 있는 《화랑세기》에는 숙흘종의 출생을 달리 전한다. 그에 따르면 숙흘종은 입종 갈문왕의 아들이나 어머니가 지소태후가 아닌 금진낭주와의 관계에서 낳은 것이라고 한다. 그의 부인은 만호부인으로 진흥왕, 김숙흘종과 같이 입종 갈문왕과 지소태후의 소생으로 친남매간이나 《화랑세기》에 따르면 서로 어머니가 다른 이복남매로 전해지고 있다.

## 태종 무열왕,문무왕과의 관계
태종 무열왕의 증조부 진흥왕의 동생으로 그는 태종 무열왕의 종증조부이자, 문무왕의 종고조부가 된다. 동시에 문무왕에게는 진외증조부가 되기도 한다.
진골의 두 번째 왕이었던 문무왕은 모계로도 신라왕실의 혈통이었다. 어머니인 문명왕후의 친정어머니이자 문무왕의 외조모 만명부인은 종실 김숙흘종의 딸로, 김숙흘종은 진흥왕의 동생이자 법흥왕의 조카이자 외손자이며, 문무왕에게는 종고조부가 된다.

## 가계
- 아버지 : 입종 갈문왕(立宗 葛文王)
- 어머니 : 지소태후(只召太后)
  - 부인 : 만호태후(萬呼大后)
    - 딸 : 만명부인(萬明夫人, 574~ ?)
    - 사위 : 김서현(金舒玄, 564~ ?)
      - 외손자 : 김유신(金庾信, 595~673)
      - 외손자 : 김흠순(金欽純, 599~680)
      - 외손녀 : 김보희(金寶姬)
      - 외손녀 : 문명왕후(文明王后, ? ~681)
      - 외손녀 : 김정희(金政姬)

## 김숙흘종이 등장하는 작품
- 《삼국기》(KBS, 1992년~1993년, 배우:장용
- 《대왕의 꿈》(KBS, 2012년~2013년, 배우:서인석)

## 같이 보기
- 진흥왕
- 김입종
- 동륜태자
- 진지왕
- 만호태후